# Longás
Longás – gmina w Hiszpanii, w prowincji Saragossa, w Aragonii, o powierzchni 49,23 km². W 2011 roku gmina liczyła 34 mieszkańców.